# دايماو
دايماو هي قرية في مقاطعة نقدة، إيران. يقدر عدد سكانها بـ 412 نسمة بحسب إحصاء 2016.